# Chromidotilapia regani
Chromidotilapia regani är en fiskart som först beskrevs av Pellegrin, 1906.  Chromidotilapia regani ingår i släktet Chromidotilapia och familjen Cichlidae. IUCN kategoriserar arten globalt som sårbar. Inga underarter finns listade i Catalogue of Life.